# Hugo Kastner
Hugo Kastner (* 5. Mai 1921 in Rattendorf, Kärnten; † 27. April 2004 in Wien) war ein österreichischer Grafiker, Schriftsteller und Übersetzer, der mehr als 2800 Titelbilder für Western-Heftromane veröffentlichte.

## Leben
Geboren in Kärnten, wohnte Kastner zeitlebens in Wien. Nach einem abgebrochenen Englisch- und Geschichtsstudium begann er, sich als Grafiker selbständig zu machen. Nach Auftragsarbeiten für Galerien sowie einigen Porträtzeichnungen gestaltete er ab 1950 erste Titelbilder für den Isabella- und den Falken-Verlag. Er spezialisierte sich auf Western-Zeichnungen. Ab dem Herbst 1954 begann er, sich auch schriftstellerisch zu betätigen und schrieb mehrere Westernromane für den C.S. Dörner Verlag unter dem Pseudonym Emery Scott. Außerdem arbeitete er als Übersetzer. Seine schriftstellerische Karriere beendete er Mitte der 1960er Jahre. Er arbeitete für diverse Verlage, so für Pabel-Moewig, den Verlag Alfred Mühlbusch, Hermann Borgsmüller und den Bastei-Verlag. Seine aktive Zeit beendete er 1984. Hugo Kastner verstarb 2004.

## Stil
Zu Beginn seiner aktiven Zeit entstanden monatlich etwa sieben bis acht Ölbilder im Format DIN A0. Die Verlage gaben meist nur wenig Vorgaben, so dass Kastner relativ frei in der Gestaltung blieb. Die meisten Zeichnungen waren Landschaftsbilder und Porträtzeichnungen, weniger Pistolenduelle. Vorlagen entnahm er den österreichischen Kinofilmheften Illustrierter Film-Kurier und dem Neuen Film-Programm. Dabei nahm er auch gerne Vorlagen wie John Wayne und Pierre Brice. Mit der Zeit wurde natürlich die Zweit- und Drittauswertung gefragter. Ab Mitte der 1970er wurde billiger produziert und meist nur noch mit Wasserfarben und Ölkreide auf DIN A1 gearbeitet.

## Werke (Auswahl)
als Emery Scott
- Der Gezeichnete. Wildwestroman. Falken-Verlag, Wien / Berlin 1953.
- Strasse ohne Rückkehr. Wildwestroman. Falken-Verlag, Wien / Berlin 1953.
- Der Gehetzte. Roman aus dem Wilden Westen. Dörner, Düsseldorf: ca. 1955.
- Pabel-Wildwest-Romane. Nr. 185: Die Rache des Goldsuchers. 1960.
- Die Rache des Goldsuchers. W. Constantin, Karlsruhe-Rüppurr 1961.
- Tiger Capato. W. Constantin, Karlsruhe-Rüppurr 1961.
- Colorado-Western-Story Nr. 158: Des Sheriffs bester Mann. Verlag Das Taschenbuch, Balve/Sauerland 1963.
- Pabel-Wildwest-Romane. Nr. 372: Der Texaner. Pabel, Rastatt (Baden) 1963.